# Rundi jezik
Rundi jezik (kirundi, urundi; ISO 639-3: run), jezik naroda Hutu. Danas ga govori 4 851 000 ljudi iz plemena Hutu, Tutsi i Twa u Burundiju i Ugandi. Većina govornika živi u Burundiju, i svega oko 101 000 u Ugandi (1991 popis). Pripada u centralne bantu jezike, i član je podskupine rwanda-rundi (J.60).
Hutu su tradicionalno bili stoljećima podređeni ratničkom plemenu Tutsi i plaćali im porez za zaštitu, odnosno od pljački samih Tutsija, što je u najnovije vrijeme završilo pokoljem većinskih Hutua nad Tutsijima. 
U Burundiju je službeni jezik. Postoji nekoliko dijalekata: ikibo, ikirundi, ikiragane, igisoni, ikinyabweru, ikiyogoma, i ikimoso (urumoso). Pismo: latinica.
Podskupinu Rwanda-Rundi (J.60) (6) čini s jezicima ha [haq], hangaza [han], rwanda [kin], shubi [suj] i vinza [vin].

## Vanjske poveznice
- Ethnologue (14th)
- Ethnologue (15th)